# Wynton Marsalis

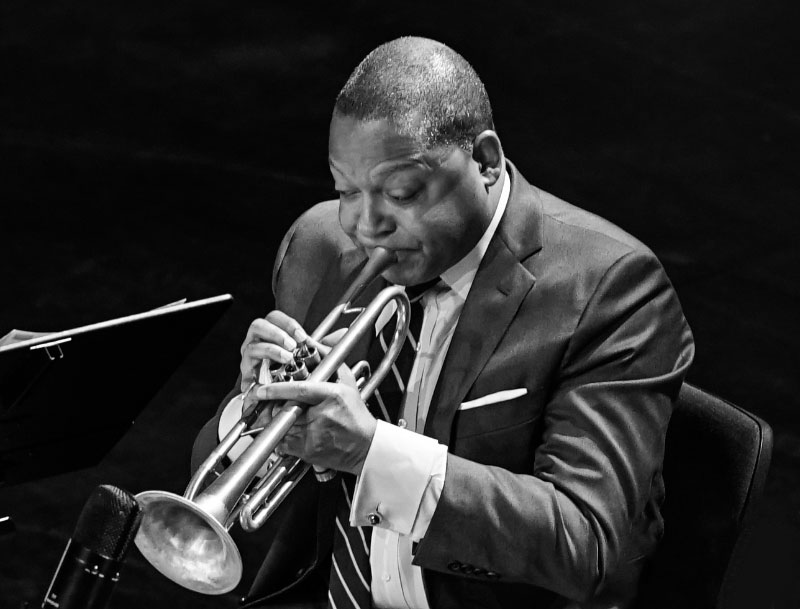
Wynton Marsalis (2020)

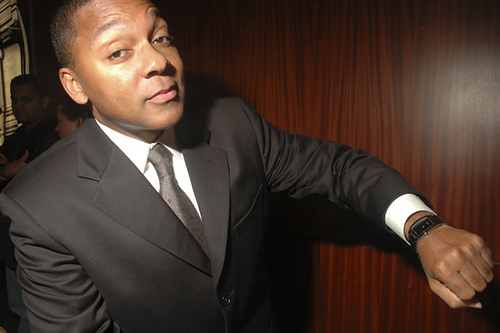
Wynton Marsalis (2004)

Wynton Learson Marsalis (* 18. Oktober 1961 in New Orleans) ist einer der bekanntesten Jazztrompeter der Gegenwart und künstlerischer Leiter von Jazz at Lincoln Center.

## Leben
Wynton Marsalis wurde als zweiter der sechs Söhne des Jazzpianisten Ellis Marsalis und dessen Frau Dolores geboren. Sein älterer Bruder ist der Jazz-Saxophonist Branford Marsalis. Auch die beiden jüngeren Brüder Delfeayo (Posaune) und Jason (Schlagzeug) wurden Jazz-Musiker.
Wynton begann das Trompetenspiel mit 12 Jahren. Erfahrungen in traditionellem Jazz sammelte er als Jugendlicher in der Band von Danny Barker. Nach dem Studium an der Juilliard School of Music in New York wurde er 1980 Mitglied von Art Blakeys Jazz Messengers. Seit 1982 ist Marsalis als Solist und Lehrer tätig, wobei er sich sowohl dem Jazz als auch der klassischen Musik widmet. Der Jazzautor Joachim-Ernst Berendt urteilte über ihn: „Seit Dizzy Gillespie ist die Trompete im Jazz nicht mehr mit einer solch luziden instrumental-technischen Meisterschaft geblasen worden wie von Wynton Marsalis.“
1997 wurde Marsalis in die American Academy of Arts and Sciences gewählt, 2021 in die American Academy of Arts and Letters. Für 2015 erhielt er die National Humanities Medal.
Marsalis gilt als äußerst konservativer Musiker, der viele stilistische Entwicklungen des Jazz ab Ende der 1960er Jahre – etwa Free Jazz oder Fusion – rigoros ablehnt. Er wird dafür von Vertretern der Jazz-Avantgarde zum Teil heftig kritisiert – so bezeichneten ihn John Zorn als „rassistisch“ und Matthew Shipp als „Faschisten“. Dennoch beteiligte er sich etwa an der Einspielung von Mingus’ Third-Stream-Komposition Epitaph und Joe Hendersons Album Lush Life: The Music of Billy Strayhorn. Als Lehrer am New Yorker Lincoln Center und Musical Director der dortigen Jazz-Abteilung erlangte er in den 1990er Jahren beträchtlichen Einfluss. Einer seiner bekanntesten Mitstreiter ist der Schriftsteller und Publizist Stanley Crouch. Er war auch ein wesentlicher Berater für die Fernsehserie von Ken Burns über Jazz, die ebenfalls wegen ihrer eingeschränkten Sicht der Jazzgeschichte in der Kritik stand. Seit 2012 ist er als Kulturkorrespondent für CBS tätig. 2023 wurde Marsalis der japanische Kunstpreis Praemium Imperiale zuerkannt.
Wynton Marsalis war 1990 bis 1997 mit der Ex-Tänzerin und Schauspielerin Victoria Rowell liiert. Ihr gemeinsamer Sohn Jasper Armstrong Marsalis kam am 26. Dezember 1995 zur Welt. Mit ihr hat er auch eine Tochter Oni.
Mit seiner ehemaligen Partnerin Candace Stanley hat er zwei Söhne Wynton Jr. und Simeon.
Im Juli 2025 bestätigen Marsalis und die Violinistin Nicola Benedetti ihre Ehe. Seit 2024 haben sie eine gemeinsame Tochter.

## Diskografie

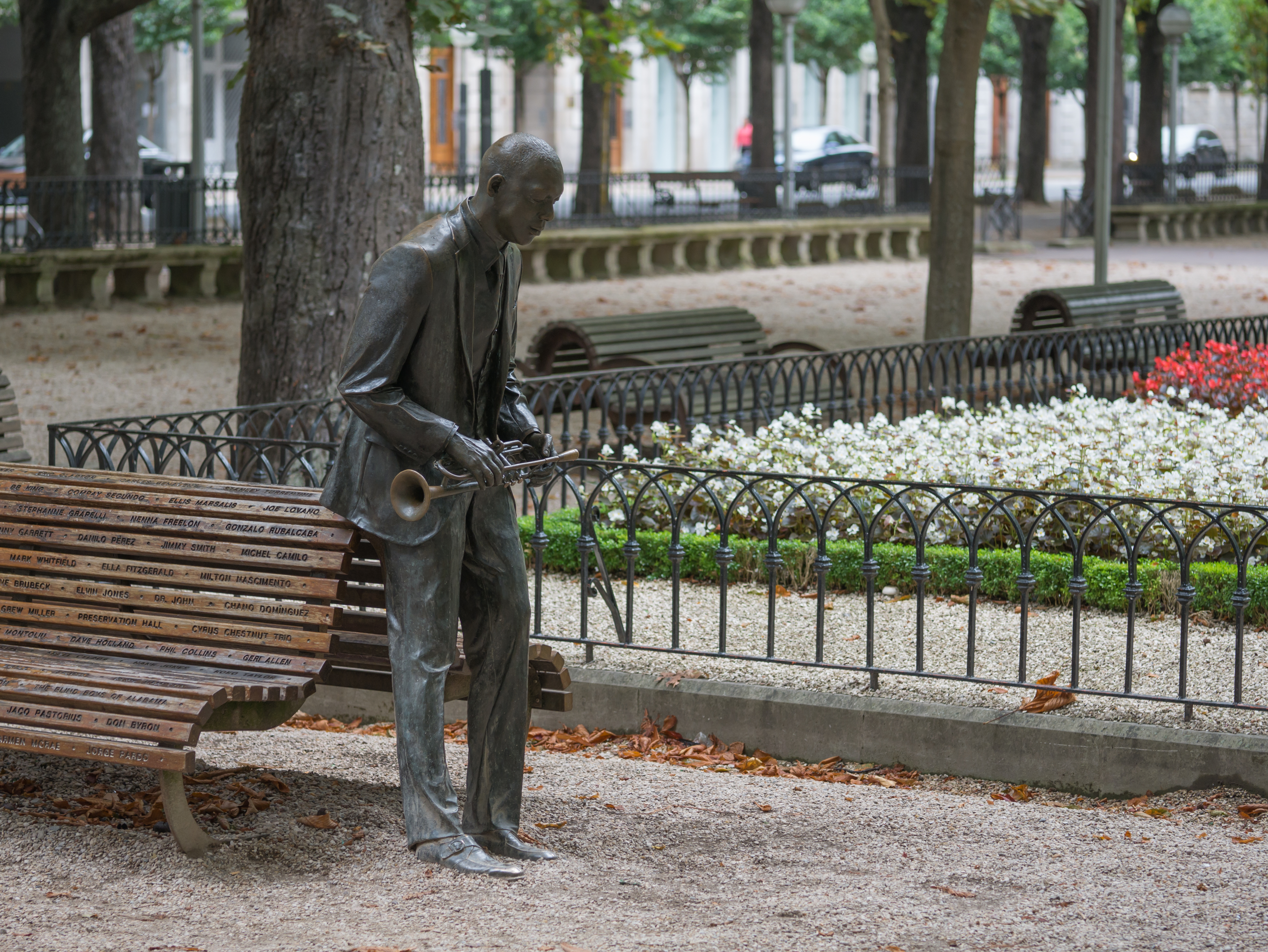
Wynton Marsalis gewidmete Statue in Vitoria-Gasteiz, Spanien

### Alben
| Jahr | Titel                                                   | Höchstplatzierung, Gesamtwochen, AuszeichnungChartplatzierungen (Jahr, Titel, Platzierungen, Wochen, Auszeichnungen, Anmerkungen) | Höchstplatzierung, Gesamtwochen, AuszeichnungChartplatzierungen (Jahr, Titel, Platzierungen, Wochen, Auszeichnungen, Anmerkungen) | Höchstplatzierung, Gesamtwochen, AuszeichnungChartplatzierungen (Jahr, Titel, Platzierungen, Wochen, Auszeichnungen, Anmerkungen) | Höchstplatzierung, Gesamtwochen, AuszeichnungChartplatzierungen (Jahr, Titel, Platzierungen, Wochen, Auszeichnungen, Anmerkungen) | Anmerkungen                         |
| Jahr | Titel                                                   | DE | AT | CH | US | Anmerkungen                         |
| ---- | ------------------------------------------------------- | --- | --- | --- | --- | ----------------------------------- |
| 1982 | Wynton Marsalis                                         | — | — | — | US165 (5 Wo.)US |                                     |
| 1983 | Think of One                                            | — | — | — | US102 (29 Wo.)US |                                     |
| 1984 | Hot House Flowers                                       | — | — | — | US90 Gold · (39 Wo.)US |                                     |
| 1985 | Black Codes (From The Underground)                      | — | — | — | US118 (10 Wo.)US |                                     |
| 1986 | J Mood                                                  | — | — | — | US185 (4 Wo.)US |                                     |
| 1987 | Marsalis Standard Time, Vol. 1                          | — | — | — | US153 Gold · (5 Wo.)US |                                     |
| 1990 | Standard Time, Vol. 3: The Resolution of Romance        | — | — | — | US101 (16 Wo.)US |                                     |
| 1991 | Standard Time, Vol. 2: Intimacy Calling                 | — | — | — | US112 (6 Wo.)US |                                     |
| 2008 | Two Men With The Blues                                  | DE63 (1 Wo.)DE | — | — | US20 (8 Wo.)US | mit Willie Nelson                   |
| 2009 | Christmas Jazz Jam                                      | — | — | — | US125 (2 Wo.)US |                                     |
| 2011 | Here We Go Again: Celebrating The Genius Of Ray Charles | — | AT40 (1 Wo.)AT | — | — | mit Willie Nelson feat. Norah Jones |
| 2011 | Play the Blues: Live from Jazz at Lincoln Center        | DE8 ×3Dreifachgold (German Jazz Award) · (5 Wo.)DE                                                                                | AT11 (3 Wo.)AT | CH18 (4 Wo.)CH | US31 (7 Wo.)US | mit Eric Clapton                    |

grau schraffiert: keine Chartdaten aus diesem Jahr verfügbar
Weitere Alben
- 1983: Haydn, L. Mozart, Hummel: Trumpet Concertos
- 1984: Purcell, Handel, Torelli: More Trumpet Concertos
- 1986: Tomasi: Trumpet Concerto / Jolivet: Trumpet Concerto & Concertino
- 1987: Carnaval
- 1988: Baroque Music for Trumpets
- 1988: The Wynton Marsalis Quartet Live at Blues Alley
- 1988: Best of Wynton Marsalis
- 1989: The Majesty of the Blues (mit Michael White)
- 1989: Crescent City Christmas Card
- 1990: Julia und ihre Liebhaber (Tune in Tomorrow …) The Original Soundtrack
- 1991: Thick in the South – Soul Gestures in Southern Blue, Vol. 1
- 1991: Uptown Ruler Soul Gestures in Southern Blue, Vol. 2
- 1991: Levee Low Moan Soul Gestures in Southern Blue, Vol. 3
- 1992: Baroque Duet
- 1992: Blue Interlude
- 1992: Baroque Duet – A Film by Susan Froemke, Peter Gelb, Albert Maysles, Pat Jaffe
- 1993: Citi Movement
- 1993: On the Twentieth Century … Hindemith; Poulenc; Bernstein; Ravel
- 1994: In This House, on This Morning
- 1994: The London Concert
- 1995: Joe Cool’s Blues
- 1995: Marsalis on Music – Listening for Clues: Marsalis on Form
- 1995: Marsalis on Music – Why Toes Tap: Marsalis on Rhythm
- 1997: Blood on the Fields
- 1997: Jump Start & Jazz
- 1998: The Midnight Blues – Standard Time, Vol. 5
- 1998: Classic Wynton
- 1999: Marsalis Plays Monk – Standard Time, Vol. 4
- 1999: At the Octoroon Balls – String Quartet No. 1; A Fiddler’s Tale Suite
- 1999: Big Train
- 1999: Sweet Release and Ghost Story: Two More Ballets by Wynton Marsalis
- 1999: Mr. Jelly Lord – Standard Time, Vol. 6
- 1999: Reeltime
- 2001: Popular Songs: The Best of Wynton Marsalis
- 2002: Trumpet Concertos
- 2002: Marsalis: All Rise
- 2004: The London Concert (Expanded Edition)
- 2004: The Magic Hour
- 2005: Unforgivable Blackness (Soundtrack)
- 2005: A Love Supreme
- 2005: Live at House of Tribes
- 2005: Don’t Be Afraid … The Music of Charles Mingus
- 2007: From the Plantation to the Penitentiary
- 2009: He and She
- 2010: From Billie Holiday to Edith Piaf (The Wynton Marsalis Quintett and Richard Galliano)
- 2011: Swingin' into the 21st
- 2011: Selections from Swingin' into the 21st
- 2012: The Music of America
- 2013: The Spiritual Side of Wynton Marsalis
- 2015: Live in Cuba, mit JLCO
- 2015: Big Band Holidays, mit JLCO
- 2016: The Abyssinian Mass, mit JLCO
- 2017: The Music of John Lewis, mit JLCO
- 2019: Bolden (Original Soundtrack)
- 2020: The Ever Fonky Lowdown

## Kompositionen

### Sinfonische Musik
- All Rise (Symphonie Nr. 1) für Sinfonie-Orchester, Jazz-Orchester und Chor (1999)
- Blues Symphony (Symphonie Nr. 2) (2009)
- Swing Symphony (Symphonie Nr. 3) für Sinfonie-Orchester und Jazz-Orchester (2010) – Auftragswerk der Stiftung Berliner Philharmoniker, Uraufführung im Juni 2010 durch die Berliner Philharmoniker und das Jazz at Lincoln Center Orchestra unter der Leitung von Simon Rattle in Berlin[12] mit den Sätzen: I. St. Louis to New Orleans, II. All-American Pep, III. Midwestern Moods, IV. Manhattan to LA, V. Modern Modes and the Midnight Moan, VI. The Low Down Up On High.[13]
- Violin Concerto (2015), gemeinsames Auftragswerk von London Symphony Orchestra, Chicago Symphony Orchestra (Ravinia Festival), Los Angeles Philharmonic, National Symphony Orchestra Washington, Gewandhausorchester Leipzig, und Radio Filharmonisch Orkest, Uraufführung am 6. November 2015 durch das London Symphony Orchestra unter Leitung von James Gaffigan, Solistin Nicola Benedetti (Violine). Das für Benedetti entstandene Werk wurde auch von ihr auf CD eingespielt, diesmal mit dem Philadelphia Orchestra (2019).
- Fiddle Dance Suite für Violine Solo

## Kritik
„Wynton Marsalis ist möglicherweise der größte Trompeter aller Zeiten.“

„Wynton imitiert die Stile anderer Leute zu gut. Jeden anderen zu imitieren, kann man nicht ohne ein richtiges Defizit lernen. Ich habe noch nie etwas von Wynton gehört, das nach irgendetwas Bedeutendem geklungen hat. Seine Musik klingt wie ein talentierter High-School-Trompeter … Er ist genauso jazzig wie jemand, der einen BMW fährt, sportlich ist.“

„Marsalis wird "nicht müde, das Reinheitsgebot des Jazz zu verkünden: Swing, funktionsharmonische Konzepte, spontane melodische Variationen seien das Wesen des Jazz von Beginn an gewesen. Free Jazz, Fusion Music, Beziehungen zu Rap und anderen populären oder auch avantgardistischen kulturellen Erscheinungen lediglich Auswüchse einer von kommerziellem Denken oder Originalitätsfanatismus fehlgeleiteten Ästhetik. –
Was aber bedeutet 'wahrer Jazz' bei einer Musik, die sich als Akkulturationsprodukt aus unterschiedlichsten Quellen speiste und für die die Vermischung schon immer etwas Grundlegendes gewesen ist?“

## Deutschsprachige Literatur
- Wynton Marsalis – Fotografien von Frank Stewart, Sweet Swing Blues, Hoffmann und Campe Verlag, Hamburg, 1995.
- Wynton Marsalis: Jazz – mein Leben. Von der Kraft der Improvisation, aus dem Englischen von Sabine Schmidt, Siedler Verlag 2010, ISBN 978-3-88680-934-9 (englisches Original: Moving to higher ground. How Jazz can change your life, Random House 2008).
- Joachim-Ernst Berendt, Günther Huesmann: Das Jazzbuch. Von New Orleans bis ins 21. Jahrhundert. 7. vollständig überarbeitete und aktualisierte Ausgabe. S. Fischer, Frankfurt am Main 2005, ISBN 3-10-003802-9, S. 204–227, Kapitel »Wynton Marsalis und David Murray«.
- Christian Broecking, Der Marsalis-Faktor, Oreos, 1995.
- Christian Broecking, Black Codes, Verbrecher Verlag, 2005.
- Christian Broecking, Der Marsalis-Komplex. Studien zur gesellschaftlichen Relevanz des afroamerikanischen Jazz zwischen 1992 und 2007. Dissertation TU Berlin (auch: Broecking Verlag 2011, ISBN 978-3-938763-32-2).